# Семья (телесериал, 2016)
«Семья» (англ. The Family) — американский телевизионный сериал, созданный Дженной Бэнс, который вышел на ABC в сезоне 2015—2016 годов. В центре сюжета находится возвращение молодого сына мэра, считавшегося погибшим после исчезновения более десяти лет назад. Джоан Аллен исполняет центральную роль амбициозного и манипулятивного мэра Клэр Уоррен вымышленного города Ред Пайнс, штат Мэн, и матриарха семьи Уоррен, которая выдвигает свою кандидатуру на пост губернатора, когда её сын Адам возвращается спустя десять лет после исчезновения. Премьера сериала состоялась 3 марта 2016 года. 12 мая 2016 года канал закрыл сериал после одного сезона.

## Производство

### Разработка
26 сентября 2014 года, было объявлено, что ABC купил оригинальную концепцию безымянной драмы у Дженны Бэнс, добившейся успеха после работы с Шондой Раймс. Проект, производства ABC Studios и Mandeville Television, описывался как политический триллер, сюжет которого начинается с возвращения считавшегося мёртвым десять лет младшего сына мэра города. 28 января 2015 года канал заказал съемки пилотного эпизода для сезона 2015-16 годов.
Съёмки пилотного эпизода проходили в марте 2015 года в Ванкувере, Британская Колумбия, а его режиссёром выступил Пол Макгиган. 7 мая 2015 года канал утвердил пилот и заказал съемки первого сезона. Съемки остальных эпизодов стартовали в сентябре 2015 года в Нью-Йорке.

### Кастинг
Объявления о подборе актёров начались в феврале 2015 года. 13 февраля Зак Гилфорд стал первым актёром, утвержденным на участие в проекте, играя роль старшего брата в семье. 19 февраля Лиам Джеймс присоединился к проекту в ключевой роли молодого сына, который считался мертвым. 25 февраля Марго Бингем была утверждена на одну из центральных женских ролей, играя сержанта полиции города. На следующий день было объявлено, что трёхкратная номинантка на премию «Оскар» Джоан Аллен будет играть ведущую роль мэра города и матриарха семьи. Для Аллен проект стал первым сериалом, где она снимается на регулярной основе, после нескольких десятилетий работы на большом экране. Также 26 февраля было объявлено, что Элисон Пилл будет играть роль дочери мэра и руководителя её предвыборного штаба, а Флориана Лима — молодого репортёра. 10 марта Эндрю Маккарти получил роль бывшего соседа Уорренов, который провел десять лет в тюрьме за убийство Адама. 16 марта было объявлено, что Руперт Грейвс получил одну из основных ролей и будет играть мужа персонажа Аллен.
В дополнение к основному составу, несколько актёров получили периодические роли. В начале октября 2015 года Грант Шоу получил роль губернатора и соперника Клэр. 23 октября было объявлено, что лауреат премии «Тони», бродвейская актриса Джесси Мюллер, присоединилась к шоу с ролью на несколько эпизодов.

## Актёры и персонажи

### Основной состав
- Джоан Аллен в роли мэра Клэр Уоррен
- Элисон Пилл в роли Уиллы Уоррен, дочери Клэр, а также ее пресс-координатора
- Марго Бингем в роли сержанта Нины Мэйер, которая сделала себе карьеру, посадив Хэнка в тюрьму по обвинению в убийстве Адама
- Зак Гилфорд в роли Дэниэла «Дэнни» Уоррена, старшего сына Клэр
- Лиам Джеймс в роли Адама Уоррена, младшего сына Клэр
- Флориана Лима в роли репортера Брэйди Круз
- Руперт Грейвс в роли Джона Уоррена, мужа Клэр
- Эндрю Маккарти в роли Хэнка Ашера, который провел 10 лет в тюрьме по обвинению в убийстве Адама

### Второстепенный состав
- Грант Шоу в роли Губернатора Чарли Лэнга, соперника Клэр от демократической партии
- Джесси Мюллер в роли Фрэн
- Майкл Эспер в роли Дага, человека с изрытым оспой лицом
- Рармиан Ньютон в роли молодого Дэнни Уоррена
- Максвелл Джеймс в роли молодого Адама Уоррена
- Мадлен Артур в роли молодой Уиллы Уоррен
- Алекс Стил в роли молодой Брэйди Круз

## Список эпизодов
| №  | Оригинальное название                      | Перевод                                                 | Режиссёр       | Сценарист                              | Дата выхода |
| -- | ------------------------------------------ | ------------------------------------------------------- | -------------- | -------------------------------------- | ----------- |
| 1  | Pilot                                      | Пилотная серия                                          | Пол Макгиган   | Дженна Бэнс                            | 03.03.2016  |
| 2  | All You See Is Dark                        | Все, что ты видишь, это тьма                            | Джон Грей      | Дженна Бэнс                            | 06.03.2016  |
| 3  | Of Puppies and Monsters                    | О щенках и монстрах                                     | Эндрю Маккарти | Александра Каннингэм                   | 13.03.2016  |
| 4  | Feathers or Steel                          | Перья и сталь                                           | Джон Грей      | Кори Миллер                            | 20.03.2016  |
| 5  | I Win                                      | Я выиграл                                               | Эндрю Маккарти | Жанин Реншоу                           | 27.03.2016  |
| 6  | Nowhere Man                                | Человек из ниоткуда                                     | Эндрю Маккарти | Билл Кребс                             | 03.04.2016  |
| 7  | All the Livelong Day                       | Весь день деньской                                      | Пол Макгиган   | Элизабет Крафт и Сара Фейн             | 10.04.2016  |
| 8  | Sweet Jane                                 | Милая Джейн                                             | Колин Бакси    | Николь Паулус                          | 17.04.2016  |
| 9  | Betta Male                                 | Самец бойцовской рыбки                                  | Майкл Оффер    | Марк К. Тернер и Давита Скарлетт       | 24.04.2016  |
| 10 | Fun Ways To Tell Boyfriend You're Pregnant | Забавные способы рассказать бойфренду, что ты беременна | Холли Дейл     | Жанин Реншоу                           | 01.05.2016  |
| 11 | Election Day                               | День выборов                                            | Колин Бакси    | Билл Кребс и Кори Миллер               | 08.05.2016  |
| 12 | What Took so Long                          |                                                         | Пол Макгиган   | Дженна Бэнс Элизабет Крафт и Сара Фейн | 15.05.2016  |